# Maîtrise par le stimulus
En psychologie comportementale, la notion de maîtrise du comportement par le stimulus ou de comportement sous maîtrise discriminative (angl. : stimulus control) désigne un phénomène propre au conditionnement opérant. Il se manifeste lorsque la présence d’un élément de l’environnement — le stimulus — rend plus probable l’apparition d’un comportement donné, tandis que son absence tend à en diminuer la fréquence. Il ne résulte pas d’un réflexe inné, mais d’un lien acquis entre un signal et une réponse, forgé par l’expérience et consolidé par la répétition d’associations entre ce signal et des conséquences jugées favorables.

## Comment les stimuli exercent une maîtrise sur le comportement
Prenons un exemple simple. Lorsqu’un automobiliste aperçoit un panneau stop à une intersection, il s’arrête presque instinctivement. Pourtant, ce panneau n’exerce aucune contrainte physique : il ne force pas le conducteur à freiner. Ce comportement résulte d’un apprentissage antérieur, au cours duquel le panneau a été associé à des conséquences — légales, sociales ou sécuritaires — qui ont renforcé l’acte de s’arrêter.
Le stimulus en question, que les psychologues nomment stimulus discriminatif (ou parfois stimulus delta, selon les cas), ne déclenche pas une réponse automatique comme dans le conditionnement pavlovien. Il agit plutôt comme un signal : il indique qu’un certain comportement, s’il est adopté, a déjà été suivi d’un résultat positif — ou, à l’inverse, qu’il a été ignoré ou sanctionné.
Le psychologue Burrhus Skinner, figure emblématique du béhaviorisme radical, soutenait que presque tous nos comportements, même les plus complexes comme parler ou prendre des décisions, sont guidés par des signaux dans notre environnement. Par exemple, une conversation peut être déclenchée par un regard, une question ou un souvenir, un peu comme un panneau stop guide un conducteur. Ces stimuli agissent comme des indices qui orientent nos actions, souvent sans qu’on s’en rende compte,,.

## Une influence diffuse et multiforme
La maîtrise qu’un stimulus exerce sur le comportement peut revêtir des formes variées. Il peut provoquer une réaction immédiate ou, au contraire, en différer l’apparition. Plusieurs stimuli distincts peuvent converger vers une même réponse, tandis qu’un seul stimulus peut susciter des comportements différents selon le contexte. Certains ne produisent d’effet qu’en combinaison avec d’autres.
Ces mécanismes ne sont pas innés : ils s’acquièrent par apprentissage, généralement par la répétition d’associations entre un stimulus et une conséquence renforçante (positive ou négative). On les observe aussi bien chez l’enfant que chez l’adulte, mais aussi dans le comportement animal.

### Un cas concret: l’éducation d’un chien
Imaginons un maître qui enseigne à son chien à s’asseoir sur commande. Il utilise pour cela le renforcement positif : chaque fois que le chien entend le mot « assis » et s’exécute, il reçoit une friandise. Au début, le chien peut s’asseoir au hasard ou ne pas réagir. Avec le temps, il identifie le mot « assis » à un signal qui annonce une récompense s’il s’assoit. Ce signal devient un guide précis, un stimulus discriminatif : il indique au chien exactement quoi faire.
À mesure que l’apprentissage progresse, le mot « assis » influence de plus en plus le comportement du chien. On parle de maîtrise spécifique quand ce mot déclenche uniquement l’action de s’asseoir, et non d’autres comportements comme aboyer ou courir. Cette maîtrise devient parfaite ou optimale lorsque les conditions suivantes sont réunies :
- le chien s’assoit immédiatement en entendant « assis » ;
- il ne s’assoit pas si le mot n’est pas prononcé ;
- il ne réagit pas ainsi à un autre mot, comme « couché » ;
- il n’adopte pas un autre comportement (ex. : sauter) en entendant « assis ».

Quand ces conditions sont remplies, le lien entre le mot « assis » et l’action de s’asseoir est clair, stable et sans confusion. Cet exemple illustre comment un stimulus, grâce à l’apprentissage, exerce une maîtrise précise sur un comportement, selon un principe central du conditionnement opérant.

## Comment un stimulus acquiert une fonction maîtresse

### Apprentissage discriminatif: un processus d’affinement
Dans le cadre du conditionnement opérant, la maîtrise exercée sur le comportement par un stimulus ne s’installe pas d’elle-même. Elle repose sur un mécanisme appelé apprentissage discriminatif, par lequel un organisme apprend à produire un comportement déterminé en présence de certains signaux, tout en s’abstenant de le faire en leur absence.
Un exemple classique illustre ce phénomène : un pigeon est placé dans une cage où une lumière s’allume au-dessus d’un bouton. Tant que l’animal picore ce bouton lorsque la lumière est allumée, il reçoit une récompense alimentaire. En revanche, les picorages dans l’obscurité restent sans effet. À mesure que les essais se répètent, le pigeon apprend que la lumière annonce une possibilité de renforcement. Le comportement de picorage devient alors plus fréquent en présence de la lumière et tend à disparaître lorsqu’elle est éteinte. On dit alors que la lumière a acquis une fonction discriminative.
Ce type d’apprentissage peut s’appuyer sur une grande variété de stimuli — sons, couleurs, formes, textures, odeurs — pourvu qu’ils soient perceptibles par l’organisme concerné. Il peut également être modulé par des programmes de renforcement différenciés, selon la nature du comportement attendu. Imaginons que le pigeon gagne une friandise en moyenne toutes les dix fois qu’il picore sous une lumière verte (un programme variable), ce qui l’encourage à picorer rapidement et souvent. En revanche, sous une lumière rouge, il doit attendre 20 secondes avant qu’un picorage ne soit récompensé (un programme fixe), ce qui le pousse à ralentir son rythme. Ces différences montrent comment un même signal peut changer la vitesse ou l’intensité d’un comportement selon les règles apprises.

### De la discrimination à la généralisation
Une fois qu’un stimulus discriminatif est solidement établi, il arrive que d’autres stimuli — partageant certaines caractéristiques avec lui — déclenchent eux aussi le comportement appris. Ce phénomène est appelé généralisation du stimulus. Il est fréquent dans les processus d’apprentissage : l’organisme tend à réagir à des signaux nouveaux qui ressemblent à celui qui annonçait auparavant une conséquence favorable.
Par exemple, un pigeon entraîné à répondre à une lumière verte peut également réagir à des teintes voisines, comme le vert-jaune ou le vert-bleu, même si ces dernières n’ont jamais été associées à une récompense. Toutefois, plus la couleur s’éloigne de la teinte d’origine, moins la réponse est probable. Si l’on mesure la fréquence des réponses en fonction de la variation du stimulus, on obtient ce que les psychologues appellent une courbe de généralisation, ou gradient de généralisation.
Un exemple marquant de ce phénomène provient d’une expérience menée en 1959 par le psychologue Harley Hanson. Des pigeons avaient été entraînés à picorer un disque éclairé par une lumière de 550 nanomètres — une teinte perçue comme vert-jaune. Ce stimulus était le seul à être renforcé. Par la suite, d’autres disques, éclairés par des longueurs d’onde légèrement différentes, furent présentés sans renforcement. Le résultat fut sans équivoque : plus la couleur s’éloignait de la teinte initiale, moins les oiseaux picoraient. Cette décroissance progressive de la réponse constitue un gradient de généralisation.

### Une généralisation plus fine et un décalage du pic
Dans une seconde expérience, Hanson chercha à explorer les effets d’un apprentissage plus sélectif. Cette fois, les pigeons étaient toujours récompensés pour une lumière de 550 nm, mais une autre longueur d’onde leur était régulièrement présentée sans renforcement. Quatre groupes furent ainsi exposés à des stimuli non renforcés de 555, 560, 570 ou 590 nm.
Les résultats révélèrent deux effets conjoints.
1. Un affinement de la discrimination : le gradient de généralisation était plus étroit. Les pigeons distinguaient mieux les teintes proches, ce qui montre que l’exposition à un stimulus non renforcé renforce la sensibilité différentielle.
2. Un phénomène inattendu : le décalage du pic (peak shift). Les oiseaux réagissaient plus intensément à une teinte qu’ils n’avaient jamais vue — comme un vert plus vif (540 nm) — qu’au vert-jaune qui avait été systématiquement renforcée (550 nm).

Une explication classique réside dans cet exemple : imaginons une personne qui apprécie les bonbons légèrement acides. Si elle goûte un bonbon encore plus acide, elle pourrait le préférer, même s’il est nouveau, car il amplifie la saveur qu’elle aime. De la même manière, le pigeon préfère une teinte plus verte, car elle exagère la qualité associée à la récompense.
Ce décalage s’explique par la façon dont les pigeons perçoivent les signaux. Selon le psychologue Kenneth Spence, leur comportement résulte d’un équilibre entre deux forces : une attirance pour la couleur apprise (le vert-jaune) et une répulsion pour les couleurs non récompensées (comme une teinte plus rouge). C’est comme si le pigeon disait : « Je veux la couleur la plus verte possible ! » Cet équilibre crée une réponse plus forte pour une teinte légèrement différente de celle apprise.
En 1975, le chercheur Donald Blough a proposé une explication plus précise, en utilisant des calculs pour montrer comment les animaux distinguent les nuances de couleur. Une autre idée, appelée comparaison relative, suggère que les pigeons ne mémorisent pas une couleur exacte, mais plutôt une règle, comme choisir la teinte la plus verte. Ainsi, une couleur encore plus verte déclenche une réaction plus vive, car elle correspond mieux à cette règle. Ces découvertes montrent comment les signaux guident les comportements de manière complexe, bien au-delà d’un simple apprentissage.

## Reconnaître un stimulus parmi d’autres

### L’appariement au modèle: reconnaître pour agir
Certaines expériences en psychologie comportementale visent à évaluer la capacité d’un organisme — animal ou humain — à identifier un stimulus cible parmi plusieurs autres. Ce type de tâche est connu sous le nom d’appariement au modèle.
Imaginons un enfant qui joue à un jeu de mémoire avec des cartes illustrées. On lui montre une carte avec une étoile, puis on lui présente trois cartes : une étoile, un cercle et un carré. Il doit choisir celle qui correspond à l’étoile, le modèle vu au départ. Ce jeu ressemble à l’appariement au modèle : il faut reconnaître un signal précis — une forme, une couleur, un son, etc. — parmi plusieurs options. Ce type d’épreuve permet d’évaluer la capacité à reconnaître une correspondance sensorielle, qu’elle soit visuelle, auditive ou tactile.
Une variante, appelée reconnaissance de l’intrus, inverse la logique : le sujet doit choisir le stimulus qui ne correspond pas au modèle. Dans les deux cas, il ne s’agit pas simplement de réagir à un signal isolé, mais de prendre en compte la relation entre le stimulus de départ et les options proposées.
Les chercheurs qualifient ces tâches de discriminations conditionnelles : la réponse correcte ne dépend pas des propriétés intrinsèques du stimulus, mais de son lien contextuel avec un autre. Ce type de discrimination joue un rôle central dans l’étude des fonctions cognitives élémentaires, telles que la mémoire à court terme, la flexibilité mentale ou le raisonnement associatif.

### Un outil d’exploration de la mémoire
Les tâches d’appariement au modèle ont permis d’examiner de nombreux aspects du comportement, notamment les capacités mnésiques. L’une de leurs variantes les plus utilisées en laboratoire est l’appariement différé au modèle. Dans ce protocole, le stimulus de départ est présenté brièvement, puis retiré. Après un intervalle de temps variable — le délai —, les stimuli de choix apparaissent. Pour répondre correctement, le sujet doit conserver en mémoire le stimulus initial pendant toute la durée du délai.
Cette méthode est particulièrement précieuse pour l’étude de la mémoire à court terme, notamment chez les animaux. Elle permet de mesurer avec finesse la capacité à maintenir une information sensorielle en l’absence du signal.
Les performances observées varient selon plusieurs facteurs : la durée du délai, la nature des stimuli (formes, couleurs, sons), les distractions survenues pendant l’intervalle, mais aussi l’entraînement préalable du sujet. En manipulant ces paramètres, les chercheurs peuvent explorer la robustesse, la fragilité ou la dégradation progressive de la trace mnésique, et ainsi mieux comprendre les mécanismes cognitifs impliqués dans le maintien temporaire de l’information.

## L’effet des cannabinoïdes sur la perception des stimuli
Certaines substances psychoactives, telles que les cannabinoïdes, exercent une influence mesurable sur la manière dont les stimuli sont perçus, traités ou associés à des réponses. Ces substances agissent notamment en stimulant les récepteurs CB1 du système nerveux central, ce qui peut altérer ou moduler les processus d’apprentissage discriminatif.
Ces effets sont souvent étudiés à l’aide de tâches de discrimination conditionnelle, où l’on observe dans quelle mesure la réponse à un stimulus donné est modifiée sous l’influence de la substance. De tels protocoles permettent de mieux comprendre l’effet des drogues sur les mécanismes cognitifs et comportementaux liés à la reconnaissance des signaux environnementaux.

## Applications de la maîtrise par le stimulus
La maîtrise par le stimulus ne se limite pas aux laboratoires : elle est utilisée dans de nombreux domaines pour améliorer des comportements ou résoudre des problèmes. En associant des signaux à des actions spécifiques, ces méthodes aident à façonner nos habitudes ou celles des animaux.

### Mieux dormir grâce à l’environnement
Dans le traitement de l’insomnie, la thérapie cognitivocomportementale (CBT-I), proposée par Richard Bootzin en 1972, utilise la maîtrise par le stimulus pour réassocier le lit au sommeil. Par exemple, en ne se couchant que lorsqu’on est somnolent et en évitant de lire ou de regarder des écrans au lit, on apprend à associer la chambre à l’endormissement.

### Briser les cercles des addictions
Les addictions, comme le tabagisme ou l’alcoolisme, sont souvent déclenchées par des signaux précis (un lieu, une odeur, un stress). En identifiant ces stimuli et en modifiant leur lien avec le comportement, on peut réduire l’envie de consommer ou encourager de nouvelles habitudes. Des méthodes analogues sont employées dans le traitement des phobies, obsessions, compulsions ou autres troubles anxieux.

### Apprendre avec des signaux clairs
Dans l’éducation spécialisée, notamment pour les personnes autistes, des images ou des sons servent de stimuli pour indiquer quel comportement est attendu. Par exemple, un pictogramme peut signaler qu’il est temps de se laver les mains, ce qui rend l’apprentissage plus prévisible.

### Dresser des animaux avec précision
Les dresseurs utilisent des ordres verbaux ou des gestes comme stimulus pour maîtriser le comportement des animaux. Par exemple, un sifflet peut indiquer à un chien de revenir, car il a appris que ce son est suivi d’une récompense. Ce type d’apprentissage peut atteindre un haut degré de précision, et il s’applique à une grande variété d’espèces : chiens, chevaux, dauphins, corvidés.